# Dasycorixa johanseni
Dasycorixa johanseni är en insektsart som först beskrevs av Walley 1931.  Dasycorixa johanseni ingår i släktet Dasycorixa och familjen buksimmare. Inga underarter finns listade i Catalogue of Life.